# Opération Curlew
 (novembre 2023).
L'opération Curlew est un raid d'un commando britannique contre la ville de Saint-Laurent-sur-Mer, sur la côte normande du nord-ouest de la France occupée par l'Allemagne, les 11 et 12 janvier 1942.
Quatre officiers et 11 soldats du 15e bataillon du Welsh Regiment participent à cette expédition à bord de deux bateaux Eureka. Il s’agit d’un raid important, en comparaison des opérations de taille restreinte du passé.
L’objectif est d’acquérir de l’expérience et peut-être de trouver des renseignements. L'équipe passe une heure à terre.
L'opération n’est pas considérée comme un succès du point de vue militaire, car le groupe ne rencontre pas l’ennemi.